# Hyperomyzus niger
Hyperomyzus niger är en insektsart som först beskrevs av Baker, J.M. 1934.  Hyperomyzus niger ingår i släktet Hyperomyzus och familjen långrörsbladlöss. Inga underarter finns listade i Catalogue of Life.